# Hydrochinon
Hydrochinon – organiczny związek chemiczny z grupy fenoli, zawierający dwie grupy hydroksylowe przyłączone do pierścienia benzenu. Tradycyjna nazwa tego związku wynika z faktu, że hydrochinon jest najczęściej produkowany poprzez redukcję chinonu.

Reakcja redoks między chinonem (z lewej) i hydrochinonem (z prawej)

## Właściwości chemiczne
Hydrochinon jest łagodnym środkiem redukującym, stosowanym m.in. przy wywoływaniu filmów fotograficznych:
2AgBr + C6H4(OH)2 → 2Ag + C6H4O2 + 2HBr
Jest także stosowany w laboratoriach jako przeciwutleniacz – przykładowo niewielki dodatek hydrochinonu do aldehydu benzoesowego zapobiega jego utlenieniu do kwasu benzoesowego.
Obecność grup hydroksylowych powoduje, że hydrochinon jest słabym kwasem, zbliżonym do fenolu. W reakcjach alkilowania tworzy mono- i dietery.
Reakcja hydrochinonu z chinonem daje ciemnozielony kompleks (addukt 1:1) z przeniesieniem ładunku – chinhydron, używany m.in. do budowy elektrody chinhydronowej.
Hydrochinon jest aglikonem glikozydów hydrochinonowych (arbutyna).